# Onitis aeneomicans
Onitis aeneomicans är en skalbaggsart som beskrevs av Gillet 1918. Onitis aeneomicans ingår i släktet Onitis och familjen bladhorningar. Inga underarter finns listade i Catalogue of Life.